# Karl Friedrich Naumann
Georg Amadeus Carl Friedrich Naumann (Dresden, 30 de maig del 1797 - Leipzig, 26 de novembre del 1873), també conegut com a Karl Friedrich Naumann, va ser un geòleg i mineralogista alemany. El cràter Naumann de la Lluna s'anomena així en honor seu.
Va publicar Beitrage zur Kenntniss Norwegens (2 vols., 1824); Lelirbuch der Mineralogie (1828); Lehrbuch der reinen und ange wandten Krystallographie (2 vols. and atlas, 1830); Elemente der Mineralogie (1846; ed. 9, 1874; the 10th ed. by F. Zirkel, 1877); i Lehrbuch der Geognosie (2 vols. and atlas, 1849-1854, ed. 2, 1858-1872).